# حادثة الأغلفة البريدية في مهمة أبولو 15
خرجت إلى العلن في يونيو 1972 فضيحة تورّط فيها طاقم بعثة أبولو 15 التابع لوكالة ناسا، حيث حمل أفراد الطاقم وهم ديفيد سكوت وألفريد وردن وجيمس إروين نحو 400 غلاف بريدي (مظاريف مختومة ومؤرخة) غير مصرح بها إلى الفضاء وإلى سطح القمر على متن وحدة الهبوط القمرية فالكون. باع تاجر الطوابع الألماني الغربي هيرمان زيغر بعض هذه المظاريف بأسعار مرتفعة، وأصبحت تُعرف باسم "مظاريف زيغر". وكان سكوت ووردن وإروين قد وافقوا جميعًا على تلقي أموال مقابل حمل هذه المظاريف. وعلى أنهم أعادوا الأموال لاحقًا، فإن وكالة ناسا وبّختهم. وفي ظل تغطية إعلامية واسعة للحادثة، استُدعي رواد الفضاء إلى جلسة مغلقة في مجلس الشيوخ، ولم يُسمح لأي منهم بالطيران إلى الفضاء مرة أخرى.
كان رواد الفضاء الثلاثة وصديق لهم يُدعى هورست آيرمان قد اتفقوا على إعداد المظاريف وأخذها إلى الفضاء. وكان من المفترض أن يتلقى كل رائد فضاء نحو 7000 دولار أمريكي (ما يعادل نحو 52,620 دولارًا في عام 2024). تولى سكوت ترتيب ختم المظاريف بتاريخ انطلاق أبولو 15 في 26 يوليو 1971. وقد جرى تغليفها وتحضيرها للرحلة وأُحضرت إليه أثناء استعداده للإقلاع، فحملها في جيب بدلته الفضائية. ولم تُدرج هذه المظاريف في قائمة الأغراض الشخصية التي كان من المسموح له باصطحابها. وقد بقيت هذه المظاريف على سطح القمر داخل وحدة "فالكون" من 30 يوليو حتى 2 أغسطس. وفي 7 أغسطس، يوم الهبوط في المحيط، خُتمت المظاريف مرة أخرى على متن حاملة الطائرات "يو إس إس أوكيناوا". أُرسل مئة منها إلى آيرمان (ومنها وصلت إلى زيغر)، وقُسّم الباقي بين رواد الفضاء.
كان وردن قد وافق أيضًا على حمل 144 غلافًا إضافيًا لصالح شخص يُدعى إف. هيريك هيريك؛ وقد صُرّح بحمل هذه المظاريف إلى الفضاء. وبذلك بلغ العدد الإجمالي للمظاريف التي حملتها أبولو 15 نحو 641. وعندما علمت ناسا في أواخر عام 1971 بأن مظاريف هيريك تُباع، وجّه ديك سلايتون، المشرف على رواد الفضاء، تحذيرًا إلى وردن بعدم المتاجرة مرة أخرى بما سُمح له باصطحابه. وعندما اكتشف سلايتون لاحقًا اتفاق زيغر، قرر استبعاد الرواد الثلاثة من طاقم الدعم الاحتياطي لبعثة أبولو 17، رغم أنهم كانوا قد أعادوا الأموال التي حصلوا عليها من زيغر. انتشرت أخبار قضية زيغر في الصحف في يونيو 1972، وتلقّى رواد الفضاء انتقادات واسعة بسبب تصرفاتهم.
غادر رواد الفضاء الثلاثة وكالة ناسا وبحلول عام 1977. وقد رفع وردن في فبراير 1983 دعوى قضائية، مدّعيًا أن مصادرة الحكومة عام 1972 عدد 298 من هذه المظاريف دون جلسة استماع، يُعد انتهاكًا للدستور. وخلصت وزارة العدل الأمريكية إلى أنه لا توجد مبررات قانونية للطعن في الدعوى، وتمت تسوية القضية خارج المحكمة في يوليو من ذلك العام، حيث أُعيدت جميع المظاريف. وفي عام 2014، بيع أحد المظاريف التي أُعطيت لزيغر بأكثر من 50,000 دولار (ما يعادل 66,000 دولار في عام 2024).

## خلفية الأحداث
بعد بداية عصر الفضاء بإطلاق القمر الصناعي سبوتنك 1 في 4 أكتوبر 1957، بدأت هواية جمع طوابع بريد الفضاء أي تلك المتعلقة بالفضاء. أصدرت دول مثل الولايات المتحدة والاتحاد السوفيتي طوابع بريد تذكارية تُصوّر مركبات وأقمارًا صناعية. وبلغت هواية جمع طوابع بريد الفضاء ذروتها خلال سنوات هبوط بعثات برنامج أبولو على سطح القمر بين عامي 1969 و1972. كان الجامعون وتجار الطوابع يبحثون عن تذكارات بريدية مرتبطة ببرنامج الفضاء الأمريكي، وغالبًا ما كانت تُستخدم مظاريف مصممة خصيصًا لهذا الغرض تُعرف باسم أغلفة الحدث. وأصبح ختم هذه المظاريف التي يرسلها الجمهور من المهام الأساسية لموظفي مكتب البريد في مركز كينيدي للفضاء في أيام إطلاق المهمات الفضائية.
شارك رواد الفضاء الأمريكيون في تصميم تذكارات جمع الطوابع، فقد قام هارولد ج. كولينز، رئيس مكتب دعم المهمات في مركز كينيدي، في أواخر الستينيات بتنظيم طباعة مظاريف مصممة خصيصًا لكل مهمة، ليُختم عليها بتاريخ الإطلاق، وغالبًا ما كانت هذه المظاريف البريدية، التي لم تُحلق إلى الفضاء، تُقدَّم هديةً لأصدقاء رواد الفضاء أو لموظفي ناسا والمتعاقدين معها.
وعلى أن ذلك لم يُصرح للعلن حتى سبتمبر 1972، إلا أن 15 من رواد الفضاء الذين شاركوا في بعثات أبولو قبل مهمة أبولو 15، قد اتفقوا مع ألماني غربي يُدعى هورست آيرمان على توقيع 500 مادة فلكية (بطاقات بريدية وكتل طوابع) مقابل 2,500 دولار (ما يعادل نحو 19,000 دولار في عام 2024)، وشمل ذلك عضوًا واحدًا من كل مهمة بين أبولو 7 (1968) وأبولو 13 (1970)، ولم تُؤخذ هذه المواد إلى الفضاء.
كان يُسمح لرواد الفضاء بحمل عُدَد التفضيلات الشخصية إلى الفضاء. وكانت هذه الحقائب الصغيرة، التي يُقيد محتواها بالحجم والوزن، تحتوي على أشياء شخصية أراد الرواد حملها تذكارًا من المهمة، ومع تقدم الرحلات الفضائية ووصولها إلى هبوط القمر، ازداد اهتمام الجمهور بالأغراض التي حلّقت في الفضاء، وكذلك ازدادت قيمتها.
أعدّ طاقم بعثات أبولو 11 وأبولو 13 وأبولو 14 مظاريف بريدية وحملوها في الفضاء. أما إدجار ميتشيل، طيار وحدة الهبوط القمرية في أبولو 14، فقد أخذ مظاريفه إلى سطح القمر ضمن عدة تفضيلاته الشخصية. غالبًا ما احتفظ رواد الفضاء بهذه المظاريف لسنوات طويلة؛ فقد احتفظ نيل آرمسترونغ (من طاقم أبولو 11) بمظروفه حتى وفاته، ولم يُعرض للبيع إلا في عام 2018، حيث بيع أحدها مقابل 156,250 دولارًا (ما يعادل نحو 196,000 دولار في عام 2024).
بدأت مهمة أبولو 15 عندما بانطلاق صاروخ ساتورن 5 من مركز كينيدي للفضاء في 26 يوليو 1971، وانتهت في 7 أغسطس باسترجاع رواد الفضاء ووحدة القيادة "إنديفور" من قبل حاملة المروحيات "يو إس إس أوكيناوا". كان على متن "إنديفور" قائد المهمة ديفيد سكوت، وطيار وحدة القيادة ألفريد وردن، وطيار وحدة الهبوط القمرية جيمس إروين. وقد هبطت وحدة الهبوط القمرية فالكون، التي كان على متنها سكوت وإيروين، على سطح القمر في 30 يوليو، وبقيت هناك ما يقارب 67 ساعة. سجلت المهمة عدة أرقام قياسية في تاريخ الفضاء، وكانت أول مهمة تستخدم العربة القمرية حيث استخدمها سكوت وإيروين لاستكشاف المنطقة المحيطة بموقع الهبوط خلال ثلاث فترات من النشاط خارج المركبة.
قبل الانتهاء من آخر فترة نشاط خارج المركبة والعودة إلى وحدة الهبوط في 2 أغسطس، استخدم سكوت جهاز ختم خاصًا لختم غلاف اليوم الأول الذي قدمته خدمة البريد الأمريكية، وكان يحمل طابعين جديدين يُصوّران رواد فضاء على سطح القمر وعربة قمرية احتفالًا بالذكرى العاشرة لدخول الأمريكيين إلى الفضاء، وقد أُعيد هذا الغلاف إلى خدمة البريد بعد انتهاء المهمة، وهو موجود حاليًا في المتحف الوطني البريدي التابع لمؤسسة سميثسونيان.

## التخطيط
كان هورست آيرمان يعرف تاجر طوابع يُدعى هيرمان زيغر من مدينة لورش في ألمانيا الغربية، وقد تقابل الاثنان صدفة في حافلة كانت متجهة لمتابعة إطلاق أبولو 12 في أواخر عام 1969؛ وعندما سمع آيرمان لكنة زيغر السوابية، أدرك أنهما من نفس المنطقة جنوب ألمانيا، فدعاه إلى منزله. خطرت لزيغر فكرة "المظاريف القمرية" بعدما سمع أن طاقم أبولو 12 أخذوا نسخة من الكتاب المقدس معهم إلى الفضاء. وعندما علم زيغر أن آيرمان يعرف عددًا من رواد الفضاء، اقترح عليه محاولة إقناع طاقم إحدى بعثات أبولو بأخذ مظاريف بريدية إلى القمر. لم يكن آيرمان يعتقد أن رواد الفضاء سيقبلون المال مقابل ذلك، لكنه وافق على سؤالهم حينما صوّر زيغر المدفوعات على أنها "استثمارات" من أجل أطفال الرواد. ولم يذكر آيرمان اسم زيغر عندما عرض الفكرة على رواد الفضاء.
كان آيرمان يقيم في كوكاو بيتش بولاية فلوريدا، بالقرب من مركز كينيدي للفضاء، ويعمل ممثلًا محليًا لشركة "داينا-ثيرم" التي تتخذ من لوس أنجلوس مقرًا لها، وكانت متعاقدة مع ناسا. وفقًا لسيرة ديفيد سكوت الذاتية، فإنه قبل الإطلاق بعدة أشهر، دعا ديك سلايتون، مدير عمليات طاقم الطيران، سكوت وزميليه لتناول العشاء في منزل آيرمان، وقد وصف سكوت آيرمان بأنه صديق قديم لسلايتون. في المقابل، أكد وردن في مذكراته أن الطاقم تلقى دعوة للعشاء في منزل آيرمان، لكنه أشار إلى أن سكوت هو من دعا زميليه، دون ذكر أي دور لسلايتون. وأمام لجنة في الكونغرس عام 1972، وصف سكوت آيرمان بأنه "صديق لنا"، وأنه شخص تناولوا الطعام معه وكان يعرف العديد من العاملين في مركز كينيدي، بمن فيهم بعض الرواد كما صرّح للجنة بأنه التقى بآيرمان في حفلة، وليس من خلال أحد زملائه الرواد.
اقترح آيرمان خلال العشاء على الرواد أن يحملوا 100 غلاف بريدي خاص ليُحلّق إلى القمر. وذكر وردن أن كلاً منه وإروين واللذان لم يسبق لهما الذهاب إلى الفضاء طُمئنا بأن هذا الأمر معتاد، وأشار وردن إلى أنهم أُبلغوا بأن المظاريف لن تُباع إلا بعد انتهاء برنامج أبولو. وكان من المفترض أن يتلقى كل منهم 7000 دولار (ما يعادل 53,000 دولار في عام 2024). وقيل لهم إن أطقمًا سابقة من برنامج أبولو دخلوا في اتفاقات مماثلة وحققوا أرباحًا منها كما أن بعض رواد الفضاء السابقين حصلوا على تأمين مجاني على الحياة من مجلة "لايف"، إلا أن هذا الامتياز لم يكن متاحًا بحلول وقت أبولو 15. وكتب وردن أن الرواد وافقوا على الاتفاق لضمان تأمين مستقبل عائلاتهم في ظل المخاطر الكبيرة التي يواجهونها، وكانوا يخططون لاستخدام المال ذخرًا لأطفالهم.
في ذلك الوقت، كان راتب سكوت الشهري في عمله رائد فضاء 2,199 دولارًا (ما يعادل 16,500 دولار في 2024)، ووردن 1,715 دولارًا (ما يعادل 12,900 دولار)، وإروين 2,235 دولارًا (ما يعادل 16,800 دولار).
وبحسب شهادة سكوت، قرر الرواد أن هذه المظاريف ستكون أيضًا هدايا جيدة، وطلب كل منهم 100 مظروف إضافي، ليصبح المجموع 400 غلاف. وأوضح في شهادته أن الطاقم ناقش الموضوع، واعتبروا المشروع "شخصيًا وخاصًا وغير تجاري"، مضيفًا: «أعترف أن هذا كان خطأ. أدرك ذلك بوضوح الآن. لكن في ذلك الوقت، ولسبب ساذج وغير مدروس، لم أُدرك خطورة الأمر». وذكر إيروين في مذكراته أن اللقاء الأول مع آيرمان كان في مايو 1971، وأن الطاقم اجتمع معه مرتين بعد ذلك. وقد نقل آيرمان تعليمات زيغر بشأن كيفية تجهيز المظاريف: أن تُختم مرتين، في مركز كينيدي يوم الإطلاق، وعلى السفينة التي ستعيد الطاقم يوم الهبوط، وأن تحمل توقيعًا من رواد الفضاء مصادقًا عليه من كاتب عدل، حتى تكون قابلة للبيع في أوروبا، حيث يُعد كاتب العدل شخصية قانونية تتحقق من صحة الوثائق، لا مجرد التوقيعات.
نُقل أيضًا 144 غلافًا إضافيًا إلى الفضاء وفق اتفاق بين ووردن وف. هيريك هيريك من ميامي، وهو مخرج أفلام متقاعد وجامع طوابع. وبحسب رسالة أرسلها مدير ناسا آنذاك، جيمس شيبمان فليتشر، إلى رئيس لجنة مجلس الشيوخ لعلوم الطيران والفضاء، كلينتون أندرسون، فإن هيريك كان صديقًا للرواد الثلاثة، ورتّب لوردن –الذي كان أيضًا جامع طوابع– شراء ألبوم مليء بالطوابع، واقترح أن يأخذ الرواد مظاريف إلى الفضاء، تُقسَّم لاحقًا وتُباع بعد سنوات. وكتب وردن في كتابه أنه تعرّف إلى هيريك خلال غداء نظمه سائق سيارات السباق السابق جيم راثمان، وأن هيريك هو من اقترح الخطة كما أوضح وردن أنه أصر على أن تظل هذه المظاريف غير مباعة وغير معلن عنها حتى ينتهي برنامج أبولو ويتقاعد من ناسا وسلاح الجو، قائلاً: «لم أكن أرغب في القيام بأي شيء قد يُحرجني أو يُحرج ناسا، وكنت أعتقد أن هيريك أهل للثقة. لقد كان خطأ جسيمًا في التقدير أن أثق بهذا الغريب. كنت كبيرًا بما يكفي كي لا أؤمن ببابا نويل». وفي شهادته أمام مجلس الشيوخ عام 1972، وصف وردن هيريك بأنه صديق سبق له التعامل معه، وأنهما ناقشا إمكانية صنع مظاريف تذكارية، ووفقًا لتقرير صادر عن وزارة العدل عام 1978، فإن هيريك قال لووردن قبل رحلة أبولو 15 إن أخذ المظاريف إلى القمر سيكون استثمارًا حكيمًا، لأنها ستكون ذات قيمة كبيرة لهواة جمع الطوابع.
وفي الوقت الذي كان فيه سكوت وزميلاه يواصلون تدريباتهم، نشأ جدل داخل ناسا والكونغرس حول بعض الميداليات الفضية التذكارية التي حملها طاقم أبولو 14 إلى القمر. فقد قامت شركة "فرانكلين منت"، التي زودت الطاقم بهذه الميداليات، بصهر عدد منها بعد الرحلة، وخلطتها بكميات كبيرة من معادن أخرى، وضربت منها ميداليات تذكارية جديدة، استخدمت حافزًا لدفع الناس للاشتراك في نادي جامعي شركة فرانكلين منت. واستُخدم في الإعلانات "أن جزءًا من هذه الميداليات قد ذهب إلى القمر"، ونظرًا لأن طاقم أبولو 14 لم يتلقَّ أي أموال، فلم يُعاقبوا. لكن سلايتون قلّص عدد الميداليات التي يمكن لأفراد طاقم أبولو 15 أخذها إلى النصف، ووجّه لهم تحذيرًا بعدم حمل أي مواد إلى الفضاء قد تدرّ عليهم أو على غيرهم أموالًا.
أصدر سلايتون في أغسطس 1965 لوائح تنص على ضرورة إدراج أي مواد يخطط الرواد لحملها، والحصول على موافقته المسبقة، والتأكد من سلامتها في الفضاء إذا لم تكن مواد مشابهة قد سافرت من قبل. وكان كل رائد فضاء ملتزمًا بمعايير السلوك التي أصدرتها ناسا عام 1967، والتي تحظر استخدام المنصب لتحقيق أرباح شخصية أو لآخرين.

## التصنيع وانطلاق الرحلة
كان من المفترض أن يصمم هورست آيرمان الكاشيه للمظاريف الخاصة التي اقترحها، لكن حال ضيق الوقت دون ذلك، فتولى ديفيد سكوت المهمة بدلاً منه. استخدم سكوت شعار مهمة أبولو 15 ليصمم الختم، وسلّمه إلى هارولد كولينز من مكتب دعم المهمات. وقد نسّق كولينز مع مطبعة بريفارد في كوكاو بيتش بفلوريدا لإعادة إنتاج التصميم على مظاريف عادية وأخرى خفيفة الوزن. وقد نفّذت الشركة العمل ووجّهت الفاتورة إلى ألفين بيشوب الابن: 156 دولارًا للمظاريف خفيفة الوزن، و209 دولارات للمظاريف العادية.
كان بيشوب، وهو مسؤول علاقات عامة متخصص في مجال الصناعات الفضائية له معرفة بالعديد من رواد الفضاء، قد صمّم أغلفة بريدية خاصة لعدد من بعثات أبولو، وكان يزوّد بها الطاقم وعائلاتهم فقط. وكان يعمل حينها في شركة "هيوز إنتربرايزز" في لاس فيغاس، التي تولّت دفع الفاتورة.
أما هيريك فقد استعان بخدمات الفنان التجاري فانس جونسون، وتناقش معه ووردن حول التصميم، مما أسفر عن إنتاج 100 مظروف تُظهر أطوار القمر. أدرج ووردن هذه المظاريف ضمن محتويات عدة تفضيلاته الشخصية التي قدمها للموافقة من ديك سلايتون، إلى جانب 44 غلاف "يوم أول" كان يمتلكها. وقد طُبعت مظاريف هيريك بواسطة شركة "آد-برو غرافيكس" في ميامي، مع بطاقات مرفقة تفيد بأن المظروف قد سافر على متن أبولو 15. دفع هيريك تكلفة الطباعة البالغة 50.50 دولارًا، كما حصل على الطوابع البريدية اللازمة للمظاريف، بالإضافة إلى ختمين مطاطيين يوضحان تاريخي الإطلاق والهبوط. طُبع التصميم على ملصقات تم تثبيتها على المظاريف. ولم تكن كل مظاريف هيريك متطابقة، إذ استُخدمت أختام تذكارية مختلفة، وانطباعات مطاطية متنوعة، وتوليفات مختلفة من الطوابع.
كما حمل وردن أيضًا مظروفًا مختومًا عام 1928 وموقّعًا من رائد الطيران أورفيل رايت.
وبالإضافة إلى ما حمله سكوت وووردن، فقد حمل إيروين 96 مظروفًا: أحدها يحمل طابع "سافر إلى القمر"، وثمانية تحمل تصميم أبولو 15، و87 مظروفًا مخصصًا لتكريم بعثة أبولو 12، وقد حملها كخدمة لباربرا غوردون، زوجة رائد الفضاء ريشارد جوردن (أبولو 12). كانت باربرا، وهي هاوية طوابع، قد رغبت في أن يأخذ زوجها هذه المظاريف في مهمته القمرية، لكنه رفض. أما المظروف الذي يحمل طابع "سافر إلى القمر"، فقد كان خدمة لصديق لريشارد جوردن.
كما حملت أبولو 15 مظروفًا رسميًا من هيئة البريد الأمريكية ليُختم على سطح القمر. وقد أرسلت الوكالة نسخة احتياطية، أُخزنت في وحدة القيادة مع جهاز ختم آخر، لاستخدامها في رحلة العودة إذا لم يتمكن سكوت من ختم الغلاف القمري.

### معلومات المراجع الشاملة
- American Air Mail Catalogue (بالإنجليزية) (5th ed.). Washington, DC: American Air Mail Society (AAMS). Vol. 5. 1974. OCLC:63013465.
- Chaikin, Andrew (1995) [1994]. A Man on the Moon: The Voyages of the Apollo Astronauts (بالإنجليزية). New York: Penguin Books. ISBN:978-0-14-024146-4.
- Faries, Belmont (Sep 1983). "NASA Returns Moon Covers to the Apollo 15 Astronauts". Society of Philatelic Americans Journal (بالإنجليزية): 27–32.
- Fletcher, James C. (27 Jul 1972). "Letter from James C. Fletcher to Clinton P. Anderson" (بالإنجليزية). (exhibit to August 3, 1972, committee hearing).
- Fletcher, James C. (2 Aug 1972). "Letter from James C. Fletcher to Clinton P. Anderson" (بالإنجليزية). (exhibit to August 3, 1972, committee hearing).
- Irwin, James B.; Emerson, William A. Jr. (1982) [1973]. To Rule the Night: The Discovery Voyage of Astronaut Jim Irwin (بالإنجليزية). Nashville, TN: Broadman Press. ISBN:978-0-8054-7227-1.
- Jurek, Richard (2019). The Ultimate Engineer: The Remarkable Life of NASA's Visionary Leader George M. Low (بالإنجليزية). Lincoln, NE: University of Nebraska Press. ISBN:978-1-4962-1847-6.
- Kraft, Christopher (2001). Flight: My Life in Mission Control (بالإنجليزية). New York: Dutton. ISBN:978-0-525-94571-0.
- Lewis, Richard S. (1974). The Voyages of Apollo: The Exploration of the Moon (بالإنجليزية). New York: Quadrangle/The New York Times Book Co. ISBN:978-0-8129-0477-2.
- National Aeronautics and Space Administration (1972). "Chronology of 144 Authorized Covers" (بالإنجليزية). (exhibit to August 3, 1972, committee hearing).
- National Aeronautics and Space Administration (1972). "Chronology of 400 Unauthorized Covers" (بالإنجليزية). (exhibit to August 3, 1972, committee hearing).
- National Aeronautics and Space Administration (1972). "Management Chronology" (بالإنجليزية). (exhibit to August 3, 1972, committee hearing).
- Ramkissoon, Reuben A. (2006), "An Astrophilatelic Rendering of the Conquest of Space: Part 3, Project Apollo – the Moon Landing Missions", The Congress Book 2006 (بالإنجليزية), State College, PA: American Philatelic Congress, Inc., pp. 191–221
- Scott, David; Leonov, Alexei (2004). Two Sides of the Moon: Our Story of the Cold War Space Race (بالإنجليزية). New York: Thomas Dunne Books. ISBN:978-0-7434-5067-6.
- Slayton, Deke; Cassutt, Michael (2011) [1994]. Deke! (بالإنجليزية) (First E-book ed.). New York: Forge. ISBN:978-1-466-80214-8.
- Ulman, Leon (1981), "78-64 Memorandum Opinion for the Assistant Attorney General, Civil Division", In Ulman, Leon (ed.), Opinions of the Office of Legal Counsel (January 11, 1978 – December 31, 1978) (بالإنجليزية), Washington, DC: United States Government Printing Office, vol. 2, pp. 281–289, ISBN:978-0-936502-00-7
- United States Senate Committee on Aeronautics and Space Sciences (3 Aug 1972). "Commercialization of Items Carried by Astronauts" (بالإنجليزية). United States Senate.
- Winick, Les (1973). "The Apollo 15 Cover Story". COMPEX (بالإنجليزية). Combined Philatelic Exhibition of Chicagoland, Inc.: 71–89.
- Worden, Al; French, Francis (2011). Falling to Earth: An Apollo 15 Astronaut's Journey to the Moon (بالإنجليزية). Washington, DC: Smithsonian Books. ISBN:978-1-58834-310-9.
- Worden, Al; French, Francis (2021). The Light of Earth: Reflections on a Life in Space (بالإنجليزية) (eBook ed.). Lincoln, NE: University of Nebraska Press. ISBN:978-1-4962-2865-9.